# Vallüla
Vallüla är ett berg i Österrike.   Det ligger i distriktet Bludenz och förbundslandet Vorarlberg, i den västra delen av landet, 500 km väster om huvudstaden Wien. Toppen på Vallüla är 2 812 meter över havet, eller 832 meter över den omgivande terrängen. Bredden vid basen är 7,5 km. Vallüla ligger vid sjön Silvretta Stausee.
Terrängen runt Vallüla är bergig norrut, men söderut är den kuperad. Runt Vallüla är det ganska glesbefolkat, med 24 invånare per kvadratkilometer.. Närmaste större samhälle är Ischgl, 17,0 km nordost om Vallüla. 
Trakten runt Vallüla består i huvudsak av gräsmarker.